# Fudge (sistema de juego de rol)

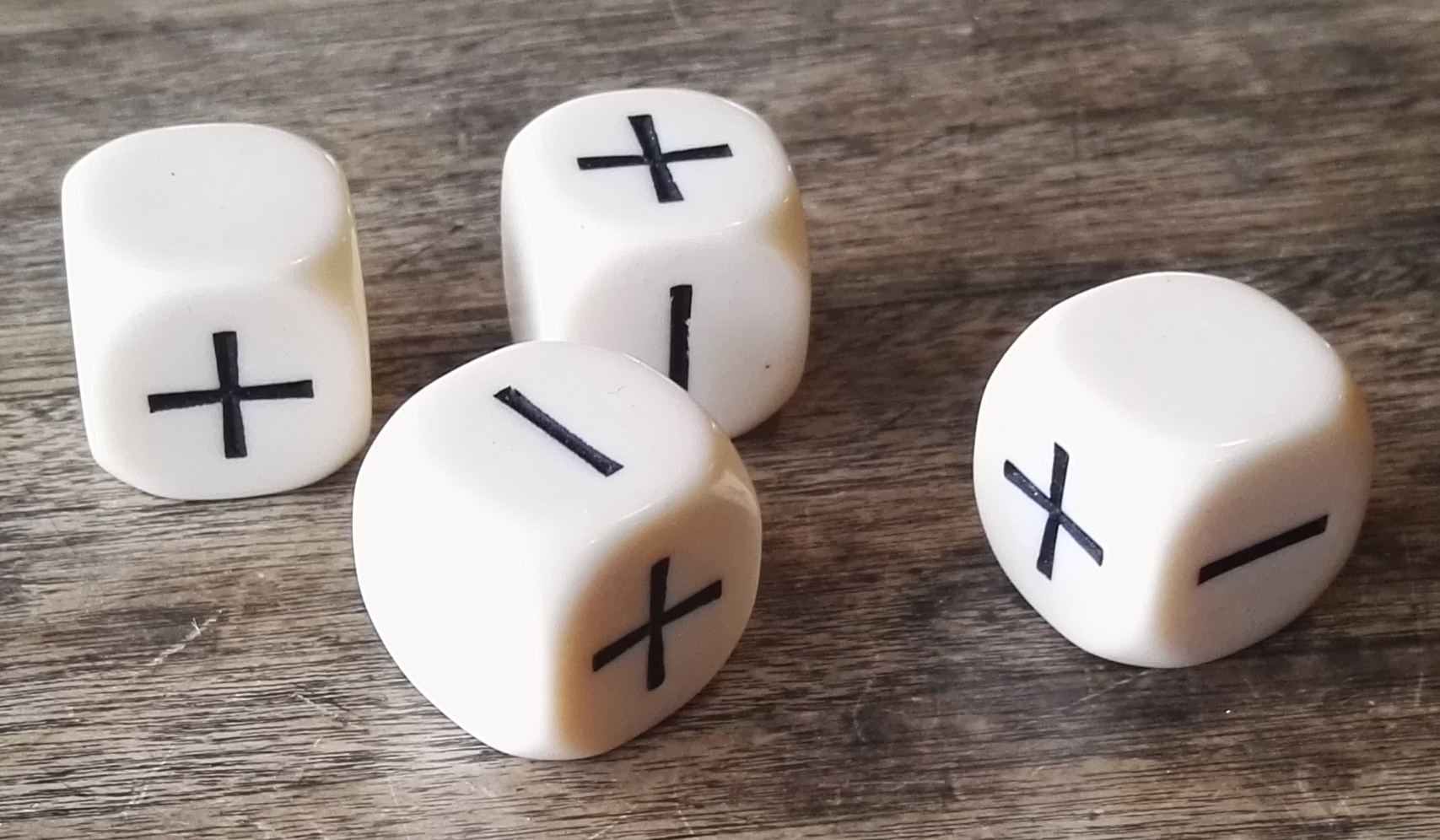
Dados correspondientes para jugar Fudge

Fudge (acrónimo del inglés Freeform Universal Do-it-yourself Gaming Engine) es un sistema de juego genérico para juegos de rol gratuito.

## Descripción general
Fudge está constituido de reglas sencillas que permiten a los jugadores concentrarse en la narración y no en la aplicación de las mismas. Se caracteriza por su sistema de descripción textual de los personajes (por ejemplo expresando las características de estos con términos como «gran guerrero» en vez de usar valores numéricos como «guerrero de nivel 14»), así como por su sencillez y gran flexibilidad (su sistema de atributos y habilidades es completamente configurable).
Fudge es un sistema de juego genérico, es decir que se limita a proporcionar un esqueleto de reglas adaptables a cualquier universo de juego elegido por los jugadores. No incluye ni propone ningún universo de juego en particular.
Fue editado en castellano bajo el nombre de FUDGE DS por la editorial Demonio Sonriente.